# Johan Auwerx
Johan Auwerx (* 1958 in Diepenbeek) ist ein belgischer Physiologe und Molekularbiologe. Er ist Hochschullehrer an der École polytechnique fédérale de Lausanne (EPFL).

## Leben
Johan Auwerx studierte Medizin an der Katholischen Universität Löwen und wurde dort 1982 promoviert. Als Post-Doktorand war er an der University of Washington in Seattle. Er war Professor an der Universität Louis Pasteur in Straßburg und ist seit 2008 Professor an der École polytechnique fédérale de Lausanne in Lausanne. Dort leitet er das Laboratory for Integrative Systems Physiology (LISP). Er hat den Nestlé Lehrstuhl für Energie-Stoffwechsel.
Er untersucht Veränderungen in der Genexpression und daraus folgende Stoffwechseländerungen unter dem Einfluss von der Art der Ernährung, körperlicher Bewegung und Hormonen und entdeckte die Rolle von Transkriptions-Kofaktoren (zum Beispiel über Peroxisom-Proliferator-aktivierte Rezeptoren) in der Einstellung und als Sensoren des Stoffwechsels, die somit als Angriffsziele für Medikamente zum Beispiel bei Bluthochdruck, Diabetes, Fettleber und andere Stoffwechselkrankheiten dienen können.
Zum Beispiel entdeckte er (bei Mäusen) die positive Rolle von Sirtuin-1 auf die Erhöhung der Lebensspanne (Verminderung der Alterung) bei energiereduzierter Ernährung (siehe Kalorienrestriktion), das ein Verlust von NCoR1 (nuclear receptor corepressor 1) bei Mäusen zum Aufbau von Muskelmasse und zur Zunahme der Anzahl von Mitochondrien und deren Aktivität führt und zeigte 2011 in einer Doppelblindstudie, dass das unter anderem in Trauben natürlich vorkommende Resveratrol bei Übergewichtigen die Stoffwechselrate senkt. Schon 2006 fand er mit Kollegen, dass Resveratrol bei Mäusen die Ausdauer und den Sauerstoffverbrauch in den Muskeln von Mäusen erhöht und Sirtuin 1 aktiviert.
2016 erhielt er den Marcel-Benoist-Preis für seine Arbeiten über Mitochondrien und deren Rolle im Stoffwechsel und seine Entdeckungen für die Wechselwirkung von Nahrungsmitteln mit Körperzellen zum Beispiel bei der Initiierung von Fettabbau in den Mitochondrien der Zelle und bei der Eindämmung von Stoffwechselkrankheiten. Die Laudatio schreibt Auwerx eine Pionierrolle in der Entdeckung der „Kommunikation“ bestimmter Nahrungsmittelbestandteile mit Körperzellen zu.
Johan Auwerx ist seit 2003 Mitglied der European Molecular Biology Organization (EMBO). Er gehört zu den hochzitierten Wissenschaftlern und ist in den Herausgebergremien von Cell Metabolism, Molecular Systems Biology, The EMBO Journal, The Journal of Cell Biology, Cell und Science. Er erhielt den Danone International Nutrition Award, den Oskar Minkowski Prize und die Morgagni Goldmedaille. 
Auwerx war Mitgründer verschiedener Biotechfirmen wie Carex, PhytoDia und Mitobridge.

## Schriften (Auswahl)
Außer den in den Fußnoten zitierten Arbeiten.
- mit K. Schoonjans, B. Staels: Role of the peroxisome proliferator-activated receptor (PPAR) in mediating the effects of fibrates and fatty acids on gene expression, Journal of Lipid Research, Band 37, 1996, S. 907–925
- mit K. Schoonjans u. a.: PPARalpha and PPARgamma activators direct a distinct tissue-specific transcriptional response via a PPRE in the lipoprotein lipase gene, The EMBO Journal, Band 15, 1996, S. 5336
- mit K. Schoonjans, B. Staels: The peroxisome proliferator activated receptors (PPARS) and their effects on lipid metabolism and adipocyte differentiation, Biochimica et Biophysica Acta (BBA)-Lipids and Lipid Metabolism, Band 1302, 1996, S. 93–109
- mit L. Fajas u. a.: The organization, promoter analysis, and expression of the human PPARγ gene, Journal of Biological Chemistry, Band 272, 1997, S. 18779–18789
- mit D. Auboeuf u. a.: Tissue distribution and quantification of the expression of mRNAs of peroxisome proliferator-activated receptors and liver X receptor-α in humans: no alteration in adipose tissue of obese and NIDDM patients, Diabetes, Band 46, 1997, S. 1319–1327
- mit B. Staels u. a.: Mechanism of action of fibrates on lipid and lipoprotein metabolism, Circulation, Band 98, 1998, S. 2088–2093
- mit M. Ricote u. a.: Expression of the peroxisome proliferator-activated receptor γ (PPARγ) in human atherosclerosis and regulation in macrophages by colony stimulating factors and oxidized low density lipoprotein, Proceedings of the National Academy of Sciences, Band 95, 1998, S. 7614–7619
- mit S. S. Deebs u. a.: A Pro12Ala substitution in PPARγ2 associated with decreased receptor activity, lower body mass index and improved insulin sensitivity, Nature Genetics, Band 20, 1998, S. 284–287
- mit T. T. Lu u. a.: Molecular basis for feedback regulation of bile acid synthesis by nuclear receptors, Molecular Cell, Band 6, 2000, S. 507–515
- mit S. H. Um u. a.: Absence of S6K1 protects against age-and diet-induced obesity while enhancing insulin sensitivity, Nature, Band 431, 2004, S. 200–205
- mit M. Watanabe u. a.: Bile acids induce energy expenditure by promoting intracellular thyroid hormone activation, Nature, Band 439, 2006, S. 4844–489
- mit L. Michalik u. a.: International Union of Pharmacology. LXI. Peroxisome proliferator-activated receptors, Pharmacological Reviews, Band 58, 2006, S. 726–741
- mit C. Cantó u. a.: AMPK regulates energy expenditure by modulating NAD+ metabolism and SIRT1 activity, Nature, Band 458, 2009, S. 1056–1060
- mit C. Thomas u. a.: TGR5-mediated bile acid sensing controls glucose homeostasis, Cell Metabolism, Band 10, 2009, S. 167–177